# Кишенко Артур Миколайович
Артур Миколайович Кишенко (нар. 14 листопада 1986) — професійний український кікбоксер, що отримав прізвисько «Білка». Багаторазовий чемпіон світу та Європи з тайського боксу серед аматорів, носить звання заслуженого майстра спорту України. На професійному ринзі Кишенко провів більше півсотні боїв, в більшості з яких отримав перемогу, а його поточним найважливішим досягненням є вихід до фіналу турніру K-1 World MAX в 2008 році.
Станом на 1 травня 2018 займає 1-ше місце серед середньоваговиків у рейтингу CombatPress.com.

## Біографія
Артур Кишенко народився в 1986 році в Одесі. Після закінчення середньої школи № 59 вступив до Одеської академії харчових технологій, зараз навчається на шостому курсі заочно. В 11 років почав займатися боксом, через рік захопився тайським боксом, займався в одеському клубі «Капітан». В 15 років став майстром спорту, в 16 — вперше брав участь у чемпіонаті світу по муай-тай в Казахстані, де зайняв третє місце. У подальшому неодноразово виступав на чемпіонатах світу, чотири рази завойовував золоті медалі, в тому числі в Таїланді — батьківщині тайського боксу. Заслужений майстер спорту. З 2006 року бере участь у професійних боях «К-1».
Артур Кишенко проводить 3-4 офіційні бої в рік і до кожного готується за 1,5-2 місяці. Вільний час віддає перевагу хорошому відпочинку. Коли починається тренувальний процес — інша справа. Режим, дієта і так далі.
У 2007 році на «К-1 МАХ» Артур Кишенко став третім, разом з тим зайнявши друге місце. В майбутньому році на престижному японському турнірі українець грубо планував здобути перемогу.
У 2009 році програв Енді Соуверу і тому не зміг вийти в фінальну частину К-1. Проте він взяв участь у суперподії, в якій переміг Тоуфуна Сарафузуна, а на турнірі К-1 Collizion щей Володимира Моравчика.
У 2010 році переїхав до Нідерландів в клуб Mike's Gym. У 2011 році став фіналістом «Fast & Furious 70MAX» де програв Робіну ван Русмалену, до цього 1/4 виграв у Ґаго Драґо та у півфіналі Едді Соєра. У 2012 на K-1 World Max Артур Кишенко знову став другим: у 1/4 фіналу він нокаутом переміг Кріса Нігімбі, а в півфіналі Едді Соєра, проте в фіналі програв своєму товаришу по команді Мюртхелу Гронхарту. У 2013 році Кишенко програв Аврааму Рокесі роздільним рішенням суддів на Enfusion Live. Пізніше Кишенко переміг Дениса Макушкіна технічним нокаутом травмуваши суперника у першому-ж раунді.
У кінці 2014 року починаючи з перемоги технічним нокаутом над поляком Радославом Пачускі, розпочав серію з блискучих перемог яких, на разі, вже 15. До цього двічі здобував стрік у 5 перемог.

## Титули
- Аматорський спорт:
  - Бронзований призер чемпіонату світу за версією IFMA у ваговій категорії до 63 кг (2003 рік)
  - Чемпіон Європи по версії IFMA (2004 рік)
  - Чемпіон світу по тайському по версії IFMA у ваговій категорії до 71 кг (2004 рік)
  - Чемпіон України по тайському боксу у ваговій категорії до 75 кг (2005 рік)
  - Чемпіон України по тайському боксу у ваговій категорії до 71 кг (2006 рік)
  - Чемпіон світу по тайському по версії IFMA у ваговій категорії до 71 кг (2006 рік)
  - Чемпіон світу по тайському по версії IFMA у ваговій категорії до 71 кг (2007 рік)
  - Бронзовий призер на Всесвітніх Іграх Бойових мистецтв у Пекіні у ваговій категорії до 71 кг (2010 год)

- Професійний спорт
  - Чемпіон світу з бойових мистецтв (2004 рік)
  - Переможець восьми європейських етапів Гран-прі К-1 MAX (2006 рік)
  - Фінансовий світовий Гран-при К-1 MAX (2008 рік)
  - Фінансовий турнір It's Showtime Fast & Furious 70MAX (2011 рік)
  - Фіналіст світового Гран-при «K-1 World MAX» (2012 рік)
  - Чемпіон Світу по версії KoK (Королі Кікбоксингу) — 71 кг (2013 рік)